# Movimento Libertario
Il Movimento Libertario (in spagnolo: Movimiento Libertario) è un partito politico costaricano di destra di orientamento liberale, libertario e socialconservatore fondato nel 1994 su iniziativa di Otto Guevara.

## Risultati elettorali
| Elezione          | Voti    | %     | Seggi  |
| ----------------- | ------- | ----- | ------ |
| Parlamentari 1998 | 42.640  | 3,1   | 1 / 57 |
| Parlamentari 2002 | 142.152 | 9,34  | 6 / 57 |
| Parlamentari 2006 | 147.934 | 9,17  | 6 / 57 |
| Parlamentari 2010 | 275.518 | 14,50 | 9 / 57 |
| Parlamentari 2014 | 162.559 | 7,94  | 4 / 57 |
| Parlamentari 2018 | 49.659  | 2,32  | 0 / 57 |
| Parlamentari 2022 | 13.473  | 0,65  | 0 / 57 |